# Diócesis de Dunblane
La diócesis de Dunblane, de Strathearn o de Strathernia (en latín: Dioecesis Dumblanensis y en inglés: Diocese of Dunblane) fue una circunscripción eclesiástica de la Iglesia católica en Reino Unido. Se trataba de una diócesis latina, sufragánea de la arquidiócesis de San Andrés. Fue suprimida en 1573 y restaurada como diócesis titular en 1973 con el nombre de Strathearn o Strathernia (en latín: Dioecesis Stratherniensis). Desde el 23 de noviembre de 2016 su obispo titular es Timothy Edward Freyer.

## Territorio y organización

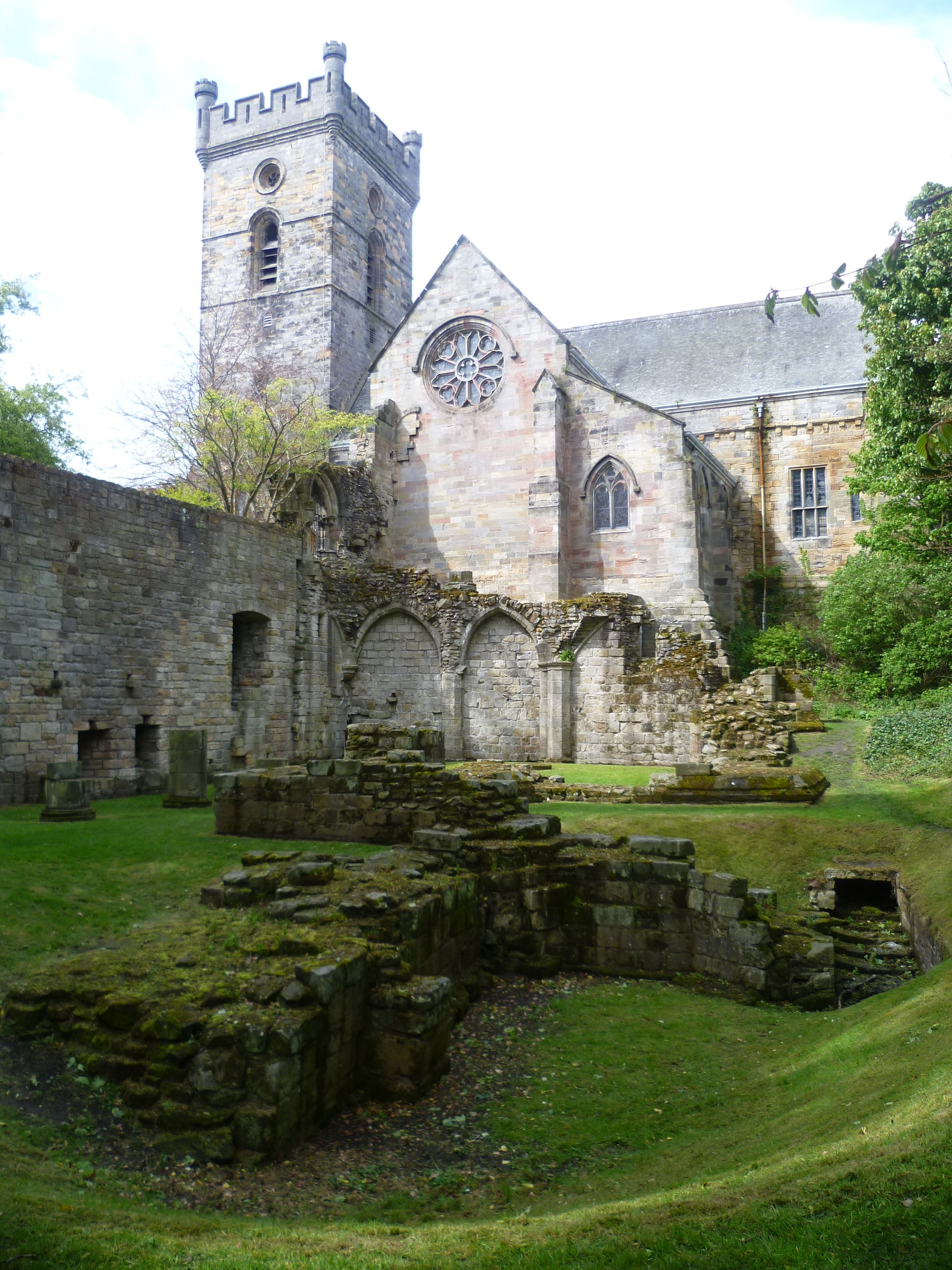
Iglesia de la abadía de Culross

La diócesis extendía su jurisdicción sobre los fieles católicos de rito latino residentes en parte del centro de Escocia, en una región que corresponde aproximadamente al área administrativa actual de Stirling. Limitaba al este y sureste con la arquidiócesis de San Andrés, al suroeste con la arquidiócesis de Glasgow y al norte con la diócesis de Dunkeld.

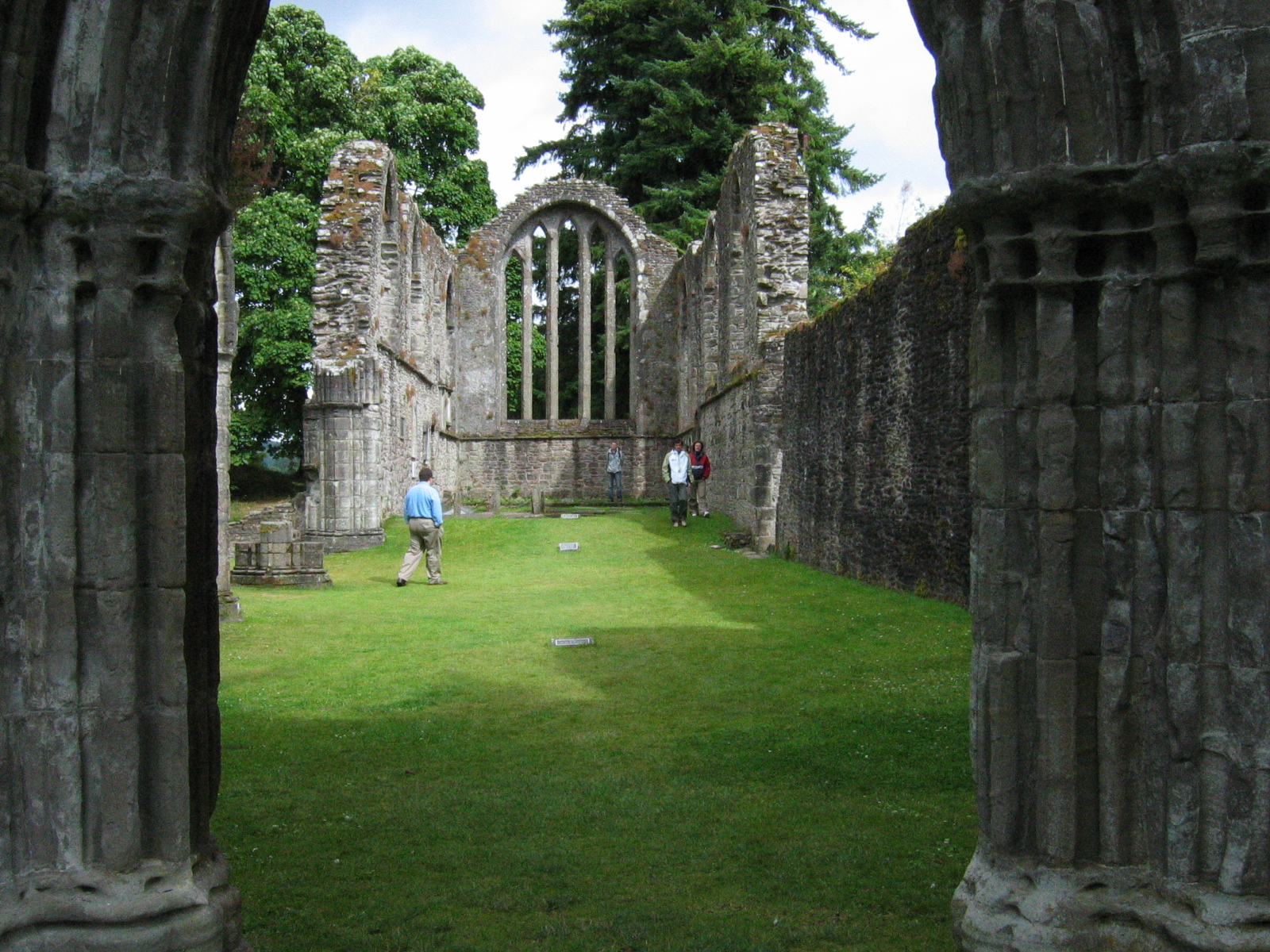
Restos del priorato agustino de Inchmahome, fundado en 1238

La sede de la diócesis se encontraba en la ciudad de Dunblane (en español también llamada Dumblan), en donde la catedral era la actual iglesia de San Blano y San Lorenzo que desde 1560 pertenece a la Iglesia de Escocia, aunque es propiedad de la Corona británica.
En la diócesis existían 34 parroquias, incluidas las iglesias de los monasterios: Aberfoyle, Abernethy, Aberuthven, Auchterarder, Balquhidder, Callander, Comrie, Dron, Dunblane, Dunning, Dupplin, Exmagirdle, Findo Gask, Fossoway and Tullibole, Fowlis Wester, Glendevon, Kilbride, Kilmadock, Kilmahog, Kincardine-in-Menteith, Kinkell, Leny, Monzie, Monzievaird, Muthill, Port of Menteith, St Madoes, Strageith, Strowan, Tillicoultry, Trinity Gask, Tulliallan, Tullibody y Tullicheddill. Las primeras parroquias fueron Tullibody, Muthill, Tillicoultry y Kilbryde, seguidas poco después por Inchmahome, Kincardine-in-Menteith y Logie, todas ellas establecidas entre 1170 y circa 1196. La diócesis comprendía una abadía y dos prioratos de canónigos regulares de San Agustín en Inchaffray, Inchmahome y Abernethy; y una abadía cisterciense en Culross.

## Historia
Según la tradición, la comunidad cristiana de Dunblane se remonta a la obra misionera de san Blano, fundador del monasterio de Cenn Garath (Kingarth) en la isla de Bute y luego, alrededor de 602, de un monasterio cerca de la actual Catedral de Dunblane.
La diócesis de Dunblane fue erigida a mediados del siglo XII, hacia el final del reinado de David I de Escocia. El primer obispo conocido es una persona anónima, mencionada en una copia del siglo XIV de una bula del 27 de febrero de 1155.
Es difícil reconstruir la historia de esta diócesis, porque los registros episcopales y otros documentos de archivo han desaparecido ya sea porque fueron llevados por el último obispo católico a su exilio o porque fueron destruidos durante la Reforma escocesa. Algunos historiadores no excluyen que antes del siglo XII pudiera existir una diócesis de tipo monástico y tribal (no territorial), lo que explicaría la existencia de los enclaves de Abernethy y Culross dentro del territorio de la arquidiócesis de San Andrés.
Probablemente fue durante el episcopado de Jonathan que Gilbert, que el conde de Strathearn hizo un regalo a la diócesis de un tercio de sus propiedades. Está históricamente establecido que los condes de Strathearn fueron generosos con la diócesis: los papas solían notificar los nombramientos de nuevos obispos a los condes, como "patronos" de la diócesis, y no pocas veces en los siglos XIII y XIV los obispos también asumieron el título de obispos de Strathearn.
A pesar de las obras de caridad de los condes, la diócesis era muy pobre. El obispo Clement envió un informe a Roma sobre la situación de su diócesis, que fue retomado por el papa Gregorio IX en una bula del 11 de junio de 1237: los bienes de la Iglesia estaban en manos de los laicos; la diócesis había estado vacante de facto durante diez años (Radulf y Osbert no habían gobernado porque dimitieron); la catedral en ruinas, no tenía cabildo catedralicio y el servicio religioso estaba asegurado por un capellán rural. Finalmente, los ingresos eran tan miserables que sólo aseguraban al obispo seis meses de subsistencia al año. Clement dedicó su vida a reorganizar la diócesis, estableciendo un capítulo y reconstruyendo la catedral. Su sucesor, Robert de Prebenda, obtuvo del papa Alejandro IV el permiso para recaudar, durante tres años, las rentas de los beneficios vacantes, con el fin de pagar las deudas de la diócesis.
Inicialmente la diócesis estaba inmediatamente sujeta a la Santa Sede. En 1188 el papa Clemente III la había declarado «filia specialis Ecclesiae Romanae, nullo mediante». Pero como no había ningún metropolitano en Escocia, varios obispos tuvieron que viajar a Roma para ser confirmados y consagrados. El 17 de agosto de 1472 pasó a formar parte de la provincia eclesiástica de San Andrés. Durante un breve período, de 1492 a 1500, fue parte de la provincia eclesiástica de la arquidiócesis de Glasgow.

### Reforma escocesa
En 1560 se introdujo la Reforma en Escocia y se abolió la autoridad espiritual de los papas. Sin embargo, debido a la actitud vacilante de la reina María Estuardo, el obispo William Chisholm (el Viejo) no fue depuesto, sino que se le permitió permanecer en el cargo. En 1561, su sobrino William Chisholm (em Joven) incluso fue nombrado obispo coadjutor. Después de la muerte de su tío en 1564, se convirtió en el nuevo obispo católico de Dunblane. Se le permitió recibir los ingresos de los obispos, pero ya no se le permitió celebrar servicios. Como confidente cercano de María Estuardo, fue acusado después de su caída en 1567, por lo que en 1570 tuvo que abandonar Escocia y refugiarse en Francia, donde, el 8 de noviembre de 1570, fue nombrado administrador apostólico de la diócesis de Vaison, a la que renunció en 1585 y murió en Roma en 1593. En 1573 había sido depuesto por el Acta de Conformidad, tras lo cual un obispo reformado, Andrew Graham, fue elegido y consagrado como primer obispo de la Iglesia episcopal escocesa, seguido por George Graham en 1603 y Adam Bellenden en 1615. Disuelta ya por primera vez en 1638, la diócesis episcopaliana de Dunblane fue definitivamente suprimida en 1688, y como todas las Iglesias de Escocia fue incorporada indiscriminadamente a la Iglesia de Escocia calvinista.

### Diócesis titular
Desde 1973 Strathearn o Strathernia figura entre las sedes episcopales titulares de la Iglesia católica. Desde el 23 de noviembre de 2016 el obispo titular es Timothy Edward Freyer, obispo auxiliar de la diócesis de Orange.

## Episcopologio

### Obispos titulares
- Hubert Brandenburg † (12 de diciembre de 1974-21 de noviembre de 1977 nombrado obispo de Estocolmo)
- John Peter Jukes, O.F.M.Conv † (20 de diciembre de 1979-21 de noviembre de 2011 falleció)
- Sébastien Muyengo Mulombe (2 de febrero de 2012-15 de octubre de 2013 nombrado obispo de Uvira)
- Timothy Edward Freyer, desde el 23 de noviembre de 2016